# Maryja Mamaschuk

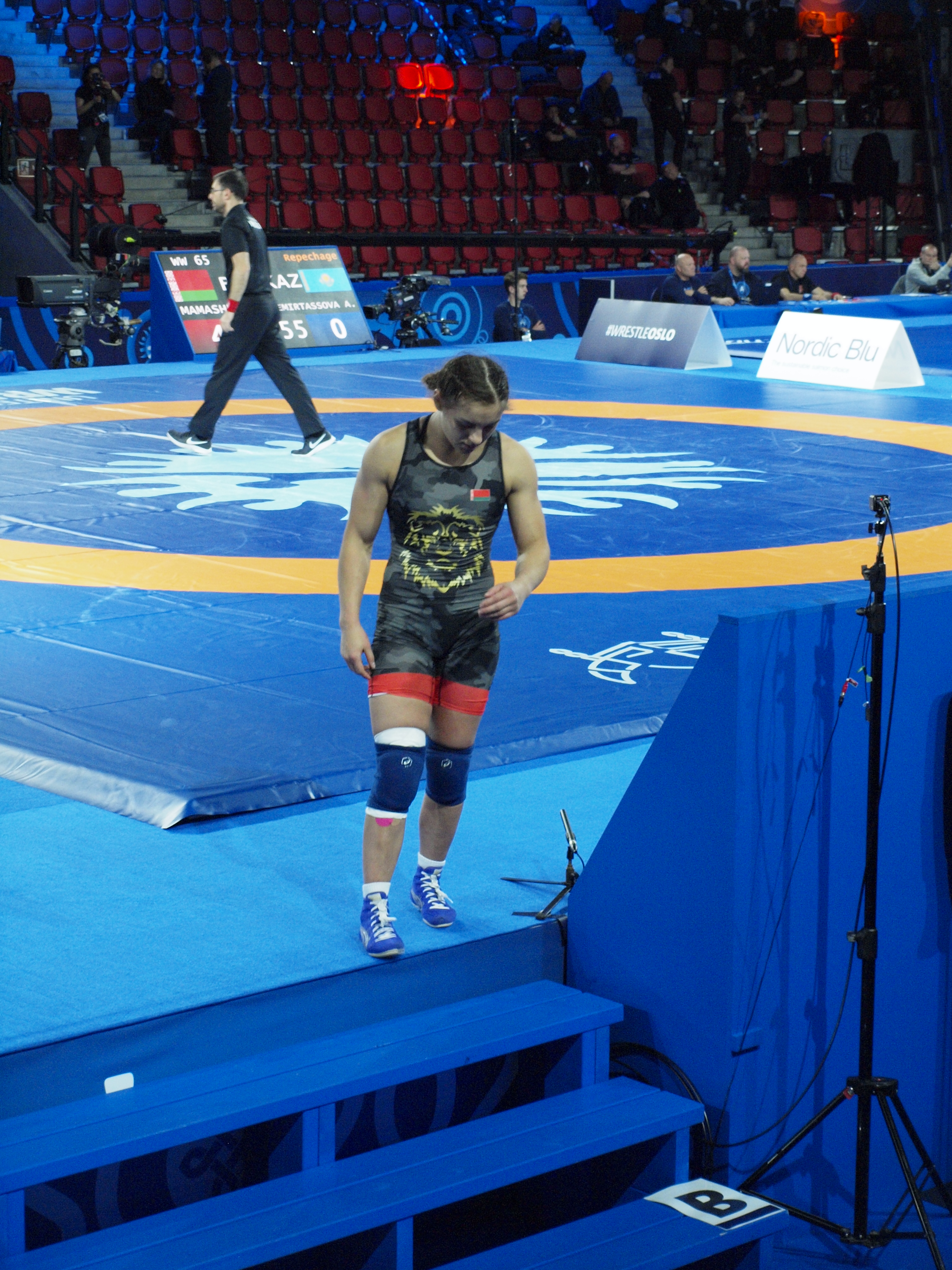
Maryja Mamaschuk, 2021

Maryja Mamaschuk (belarussisch Марыя Мамашук; * 31. August 1992) ist eine belarussische Ringerin. Sie wurde 2014 Vizeeuropameisterin in der Gewichtsklasse bis 63 kg Körpergewicht.

## Werdegang
Maryja Mamaschuk begann als Jugendliche im Jahre 2005 mit dem Ringen. Die 1,63 Meter große Athletin ringt als Erwachsene in der olympischen Gewichtsklasse bis 63 kg, gehört einem Sportklub in Gomel an und wird seit 2011 von Sergei Smal trainiert. Sie ist Studentin.
Im Jahre 2008 war sie erstmals bei internationalen Meisterschafteh am Start. Sie belegte dabei bei den Junioren-Europameisterschaften (Altersgruppe Cadets) in Daugavpils in der Gewichtsklasse bis 56 kg den 11. Platz. Im Juli 2009 belegte sie bei den Junioren-Europameisterschaften (Cadets) in Zrenjanin in der Gewichtsklasse bis 60 kg den 3. Platz und gewann damit mit der Bronzemedaille ihre erste Medaille bei internationalen Meisterschaften.
In den Jahren 2010 und 2011 kam sie zu keinen Einsätzen bei internationalen Meisterschaften, was an der starken Konkurrenz in ihrem Heimatland lag. Ihre Hauptkonkurrentin ist dort Nastassja Hutschok.
Im Mai 2012 wurde sie vom belarussischen Ringer-Verband beim Olympiaqualifikationseturnier in Helsinki in der Gewichtsklasse bis 63 kg eingesetzt. Sie scheiterte dort jedoch schon in der 1. Runde an der französischen Ex-Weltmeisterin Audrey Prieto. Im Juni 2012 gewann sie bei den Junioren-Europameisterschaften (Altersgruppe Juniors) in der gleichen Gewichtsklasse hinter Maria Ljulkowa aus Russland und vor Tatjana Lawrentschuk, Ukraine und Laura Elena Gavriliuc, Rumänien eine Silbermedaille.
Im März 2013 startete Maryja Mamaschuk in Tiflis erstmals bei den Europameisterschaften der Damen. Sie verlor dort aber in der ersten Runde gegen Inna Traschukowa aus Russland, schied aus und kam nur auf den 14. Platz. Bei den Weltmeisterschaften der Damen im September 2013 in Budapest kam sie zu zwei bemerkenswerten Siegen über Geetika Jachon aus Indien und Hanna Wassylenko aus der Ukraine. Nach einer Niederlage in ihrem dritten Kampf gegen die Olympiadritte Jackeline Rentería Castillo aus Kolumbien schied sie aber aus und belegte den 9. Platz.
Im April 2014 stellte sie sich dann bei den Europameisterschaften der Damen im finnischen Vantaa stark verbessert vor und gewann dort mit Siegen über Maria Diana, Italien, Henna Johansson, Schweden und Dschanan Manolowa aus Bulgarien und einer Niederlage im Endkampf gegen Anastasija Grigorjeva aus Lettland die Silbermedaille.

## Internationale Erfolge
| Jahr | Platz | Wettbewerb                                  | Gewichtsklasse | Ergebnisse |
| 2008 | 11.   | Junioren-EM (Cadets) in Daugavpils          | bis 56 kg      | Siegerin: Lisa Mattsson, Schweden vor Walerija Scholobowa, Russland                                                                                |
| 2009 | 3.    | Junioren-EM (Cadets) in Zrenjanin           | bis 60 kg      | hinter Walerija Scholobowa und Ruslana Petrichin, Ukraine                                                                                          |
| 2012 | 3.    | Dan Kolow & Nikola Petrow-Memorial in Sofia | bis 63 kg      | hinter Johanna Mattsson und Henna Johansson, Schweden                                                                                              |
| 2012 | 14.   | Intern. Turnier in Kiew                     | bis 63 kg      | Siegerin: Ljubow Wolossowa Michailowna, Russland                                                                                                   |
| 2012 | 14.   | Olympiaqualif.-Turnier in Helsinki          | bis 63 kg      | nach einer Niederlage gegen Audrey Prieto, Frankreich                                                                                              |
| 2012 | 2.    | Junioren-EM in Zagreb                       | bis 63 kg      | hinter Maria Ljulkiowa, Russland, vor Tatjana Lawrentschuk, Ukraine und Laura Elena Gavriliuc, Rumänien                                            |
| 2012 | 1.    | Alexander-Medwed-Preis in Minsk             | bis 63 kg      | vor Larissa Kanajewa, Russland, Julia Luzko und Wolha Arzemjewa, beide Belarus                                                                     |
| 2013 | 5.    | Intern. Turnier in Kiew                     | bis 63 kg      | hinter Ilana Kratysch, Israel, Paulina Grabowska, Polen, Anschela Fomenko, Russland und Monika Ewa Michalik, Polen                                 |
| 2013 | 2.    | Alexander-Medwed-Preis in Minsk             | bis 63 kg      | hinter Anastasija Grigorjeva, Lettland, vor Hanna Beljajewa, Aserbaidschan und Nastassja Hutschok, Ukraine                                         |
| 2013 | 14.   | EM in Tiflis                                | bis 63 kg      | nach einer Niederlage gegen Inna Traschukowa, Russland                                                                                             |
| 2013 | 10.   | Großer Preis von Deutschland in Dormagen    | bis 63 kg      | Siegerin Elif Jale Yesilirmak, Türkei vor Nastassja Hutschok                                                                                       |
| 2013 | 3.    | Universiade in Kasan                        | bis 63 kg      | hinter Sorondsonboldyn Battsetseg, Mongolei und Maria Ljulkowa                                                                                     |
| 2013 | 1.    | Wacław-Ziółkowski-Memorial in Spała         | bis 63 kg      | vor Monika Ewa Michalik, Paulina Grabowski und Inna Traschukowa                                                                                    |
| 2013 | 9.    | WM in Budapest                              | bis 63 kg      | nach Siegen über Geetika Jachon, Indien und Hanna Wassylenko, Ukraine und einer Niederlage gegen Jackeline Renteria Castillo, Kolumbien            |
| 2014 | 2.    | EM in Vantaa/Finnland                       | bis 63 kg      | nach Siegen über Maria Diana, Italien, Henna Johansson und Dschanan Manolowa, Bulgarien und einer Niederlage gegen Anastasija Grigorjeva, Lettland |
| 2014 | 5.    | Großer Preis von Spanien in Madrid          | bis 63 kg      | hinter Elena Piroschkowa, USA, Henna Johansson, Monika Ewa Michalik und Julia Pronzewitsch, Russland                                               |
| 2014 | 3.    | Poland-Open in Dabrowa/Polen                | bis 63 kg      | hinter Sorondsonboldyn Battsetseg und Elina Wasewa, Bulgarien                                                                                      |

Erläuterungen
- WM = Weltmeisterschaften, EM = Europameisterschaften
- alle Wettkämpfe im freien Stil